# Parafia Opatrzności Bożej w Łodzi
Parafia pw. Opatrzności Bożej w Łodzi – rzymskokatolicka parafia położona w dekanacie Łódź-Stoki archidiecezji łódzkiej. Leży w północnej części miasta (na obszarze dawnej wsi Marysin II). Siedziba znajduje się przy ulicy Kolińskiego 26. Parafia erygowana 9 października 1932 przez biskupa Wincentego Tymienieckiego.

## Historia
Budowa kościoła w stylu modernistycznym o prostej konstrukcji (architekt Wiesław Lisowski) została przeprowadzona od kwietnia do 9 października 1932. Kościół poświęcony przez bpa Wincentego Tymienieckiego.
Po II wojnie światowej, w 1946 ks. Rybus rozpoczął remont kościoła (podczas okupacji świątynia znajdowała się na terenie getta żydowskiego Litzmannstadt i została zniszczona). Zbudowano nowe 3 ołtarze, zainstalowano witraże według projektu Danuty Muszyńskiej, założono rzeźbione w drewnie stacje Drogi Krzyżowej. W 1947 dokonano rozbudowy prezbiterium (architekt – Zygmunt Fedorski). Świątynię konsekrował 5 listopada 2000 arcybiskup Władysław Ziółek.
W 1972 wybudowano nową plebanię. W 2005 budynek starej plebanii został wyremontowany i adaptowany dla potrzeb niepełnosprawnych. Mieści się tam obecnie Niepubliczna Poradnia Psychologiczno-Pedagogiczna DrimTim Centrum Wsparcia DrimTim.

## Proboszczowie
- ks. Antoni Szymanowski senior (w latach 1932–1939, zm. 29 marca 1962)[1]
- ks. Kazimierz Klimczyk (w latach 1939–1941, zm. 14 listopada 1962)[1]
- ks. Stanisław Pniewski (w 1945, zm. 28 sierpnia 1978)[1]
- ks. Józef Pryc (w 1946, zm. 22 czerwca 1955)[1]
- ks. Henryk Rybus (w latach 1946–1951, zm. 12 lipca 1974)[1]
- ks. Rudolf Weiser (w latach 1951–1954, zm. 11 listopada 1962)[1]
- ks. Jan Polak (w latach 1954–1974, zm. 28 czerwca 1999)[1]
- ks. Franciszek Kowalski (w latach 1974–1985, zm. 2 sierpnia 1990)[1]
- ks. prałat Stanisław Gawroński (w latach 1985–2007, zm. 13 grudnia 2016)[3]
- ks. kanonik Zdzisław Kowalewski (w latach 2007–2022)[3]
- ks. kanonik Andrzej Partyka (od września 2022)[1]

## Kaplica na terenie parafii
Kaplica w Domu Sióstr Felicjanek przy ul. Jonschera 25.

## Ulice należące do parafii
Admiralska, Astrów, Barbary, Bluszczowa, Bracka 28, Józefa Brudzińskiego, Cementowa, Centralna, Czeremchy, Czysta, Kazimierza Deczyńskiego, Jana Dekerta, Ekologiczna, Eterowa, Edwarda Gibalskiego, Góralska, Górnicza, Inflancka (parzyste, z nieparzystych nr 35), Irysowa, Jarowa, Karola Jonschera, Mieczysława Kaufmana, Józefa Kolińskiego, Konwaliowa, Korzenna, Kraterowa, Marysińska (nieparzyste od 69), Mateusza, Karola Miarki, Tadeusza Mostowskiego (19-29), Narcyzowa, Andrzeja Niemojewskiego, Okopowa (do Marysińskiej), Emilii Plater (od 27), Porzeczkowa (nieparzyste), Powojowa, Próżna, Przelotna, Przemysłowa (29, 31, 44), Heleny Radlińskiej, Jana Sabały-Krzeptowskiego, Sporna (80, 82/84), Stalowa, Strykowska (55-115), Tęczowa, Warszawska (1-72a), Zagajnikowa, Żołędziowa.

## Grupy parafialne
Apostolstwo Modlitwy, asysta, dziecięce róże różańcowe, grupa AA, Stowarzyszenie Dobroczynności, ministranci, schola dziecięca, grupa biblijna, rodzina felicjańska.